# Meves' langstaartglansspreeuw
Meves' langstaartglansspreeuw (Lamprotornis mevesii) is een vogelsoort uit de familie Sturnidae. De vogel is genoemd naar de Duitse ornitholoog Friederich Wilhelm Meves.

## Verspreiding en leefgebied
Deze soort komt voor in het zuiden van Afrika en telt drie ondersoorten:
- L. m. benguelensis: zuidwestelijk Angola.
- L. m. violacior: zuidelijk Angola en noordelijk Namibië.
- L. m. mevesii: van zuidelijk Zambia en zuidelijk Malawi tot noordelijk Botswana en noordelijk Zuid-Afrika.